# Scottish FA Cup 1888/89

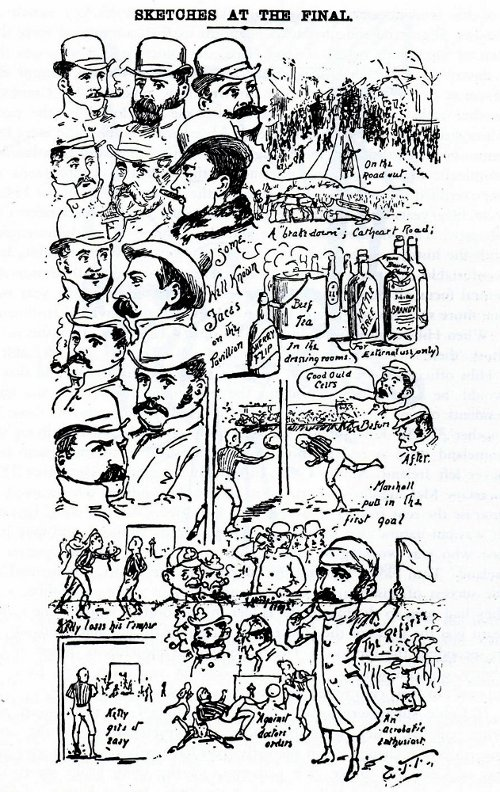
Schottisches Pokalfinale 1889

Der Scottish FA Cup wurde 1888/89 zum 16. Mal ausgespielt. Der wichtigste Fußball-Pokalwettbewerb im schottischen Vereinsfußball wurde vom Schottischen Fußballverband geleitet und ausgetragen. Er begann am 1. September 1888 und endete mit dem Finale am 9. Februar 1889 im Hampden Park von Glasgow. Als Titelverteidiger startete der FC Renton in den Wettbewerb, der im Finale des Vorjahres gegen den FC Cambuslang gewonnen hatte. Im diesjährigen Endspiel um den Schottischen Pokal traf Third Lanark auf Celtic Glasgow. Lanark erreichte nach 1876 und 1878 zum dritten Mal in der Vereinsgeschichte das Finale. Beide Endspiele wurden dabei verloren. Celtic, ein Jahr zuvor gegründet erreichte zum ersten Mal das Finale. Das Finale wurde für den 2. Februar 1889 angesetzt. Zum Zeitpunkt des Spiels herrschte im Finalspielort Glasgow starker Schneefall. Beide Mannschaften protestierten vor dem Spielbeginn, woraufhin der Verband entschied das Endspiel als ein Freundschaftsspiel zu werten. Das Spiel endete 3:0 für Lanark. Das Wiederholungsfinale am 9. Februar 1889 gewann Lanark mit 2:1. Dabei wurde in beiden Spielen eine Zuschauerzahl von 18.000 aufgestellt was bis dahin eine Rekordzahl für den schottischen Fußball darstellte. Celtic spendete mit 421 Pfund seinen Teil an den Zuschauereinnahmen katholischen Wohlfahrtsorganisationen.

## 1. Runde
Ausgetragen wurden die Begegnungen am 1. und 8. September 1888. Die Wiederholungsspiele fanden am 8. und 15. September 1888 statt.
|                              | Ergebnis |                               |
| ---------------------------- | -------- | ----------------------------- |
| FC Aberdeen                  | 3:4      | FC Arbroath                   |
| FC Alva                      | 6:2      | Kilsyth Wanderers             |
| FC Annbank                   | 5:1      | FC Britannia                  |
| FC Armadale                  | 12:0     | FC Champfleurie               |
| FC Beith                     | 2:3      | FC Irvine                     |
| FC Bo’ness                   | 0:1      | Heart of Midlothian           |
| FC Broxburn Shamrock         | *3:2 *   | FC West Calder                |
| Cambuslang Hibernian         | 5:0      | FC Coatbridge                 |
| FC Campsie                   | 5:1      | FC Camelon                    |
| FC Carfin Shamrock           | 6:1      | FC Whifflet Shamrock          |
| Celtic Glasgow               | 5:1      | FC Shettleston                |
| FC Clydebank                 | 3:4      | Vale of Leven Wanderers       |
| FC Clydesdale                | 1:1      | FC Rutherglen                 |
| FC Coupar Angus              | 6:1      | Bridgend Athletic             |
| FC Cowdenbeath               | 3:1      | FC Lassodie                   |
| FC Cowlairs                  | 18:2     | Temperance Athletic           |
| FC Crieff                    | 10:2     | FC Vale of Atholl             |
| FC Dumbarton                 | 13:1     | FC Kirkintilloch Central      |
| Dumbarton Athletic           | 15:0     | FC Union Dumbarton            |
| FC Dunblane                  | 6:3      | FC St. Johnstone              |
| Dunfermline Athletic         | w/o      | FC Dunfermline                |
| FC East Stirlingshire        | 10:1     | FC Stenhousemuir              |
| Erin Rovers                  | 6:0      | FC Leith Harp                 |
| Erin Rovers                  | 8:2      | Our Boys Blairgowrie          |
| Fair City Athletic           | 5:0      | Caledonian Rangers            |
| FC Falkirk                   | 5:0      | FC Dunipace                   |
| Forfar Athletic              | 14:1     | FC Lindertis                  |
| Hamilton Academical          | 5:0      | Airdrieonians FC              |
| Hurlford United              | 7:0      | FC Ayr                        |
| FC Johnstown Harp            | 4:5      | FC Woodvale                   |
| Kelvinside Athletic          | 16:0     | Govan Athletic                |
| FC Kilbirnie                 | 3:1      | FC Dalry                      |
| FC King’s Park               | 4:3      | Alloa Athletic                |
| Kirkcaldy Wanderers          | 3:0      | FC Townhill                   |
| FC Lanemark                  | 7:0      | Stevenston Thistle            |
| Linlithgow Athletic          | 2:6      | FC Adventurers                |
| FC Linthouse                 | 2:4      | FC Clyde                      |
| FC Lochgilphead              | 15:1     | Balaclava Rangers             |
| FC Lochwinnoch               | 0:5      | FC Dykebar                    |
| FC Lugar Boswell             | 0:5      | FC Kilmarnock                 |
| FC Methlan Park              | 5:0      | Kirkintilloch Athletic        |
| FC Montrose                  | 8:1      | FC Brechin                    |
| FC Mossend Swifts            | 2:1      | Hibernian Edinburgh           |
| FC Motherwell                | 3:3      | FC Royal Albert               |
| FC Neilston                  | 3:4      | FC St. Mirren                 |
| Newton Stewart Athletic      | 13:0     | FC Nithsdale                  |
| FC Norton Park               | 3:2      | FC Bellstane Birds            |
| Our Boys Dundee              | 5:4      | East End Dundee               |
| FC Pollokshaws               | 14:0     | FC Carlton                    |
| Port Glasgow Athletic        | 3:7      | Greenock Morton               |
| Queen of the South Wanderers | 9:4      | 5th Dumfries Rifle Volunteers |
| Glasgow Rangers              | 4:2      | Partick Thistle               |
| FC Renfrew                   | 0:0      | FC Arthurlie                  |
| FC Renton                    | 8:0      | FC Bowling                    |
| FC Slanannan                 | 5:3      | FC Grangemouth                |
| Southern Athletic            | 1:9      | FC Battlefield                |
| FC St. Bernard’s             | 7:0      | Leith Athletic                |
| FC Stewarton Cunninghame     | 4:3      | FC Rosebank                   |
| FC Strathmore                | 3:4      | FC Dundee Harp                |
| FC Thistle                   | 3:1      | FC Maryhill                   |
| FC Thornhill                 | 2:2      | FC Vale of Nith               |
| United Abstainers Athletic   | 2:1      | Pollokshields Athletic        |
| FC Vale of Bannock           | 3:2      | FC Laurieston                 |
| Vale of Leven Hibernians     | 6:1      | FC Jamestown                  |
| Wishaw Thistle               | 2:4      | FC Cambuslang                 |
| FC Northern                  | 2:3      | FC Queen’s Park               |
| FC Union                     | 2:3      | Lochee United                 |

### Wiederholungsspiele
|                 | Ergebnis |                      |
| --------------- | -------- | -------------------- |
| FC Arthurlie    | 3:1      | FC Renfrew           |
| FC Royal Albert | 1:2      | FC Motherwell        |
| FC Rutherglen   | 2:2      | FC Clydesdale        |
| FC Vale of Nith | w/o      | FC Thornhill         |
| FC West Calder  | 2:1      | FC Broxburn Shamrock |

## 2. Runde
Ausgetragen wurden die Begegnungen am 22. und 29. September 1888. Die Wiederholungsspiele fanden zwischen dem 29. September und 13. Oktober 1888 statt.
|                              | Ergebnis |                              |
| ---------------------------- | -------- | ---------------------------- |
| Albion Rovers                | 9:1      | FC Rutherglen                |
| FC Alva                      | 0:6      | FC Campsie                   |
| FC Arbroath                  | 6:2      | FC Montrose                  |
| FC Armadale                  | bye      |                              |
| FC Arthurlie                 | 3:2      | FC Pollokshaws               |
| FC Battlefield               | 11:0     | United Abstainers Athletic   |
| FC Broughty                  | 2:4      | FC Dundee Harp               |
| FC Broxburn                  | 9:3      | FC Adventurers               |
| FC Cambuslang                | 4:2      | FC Carfin Shamrock           |
| Cambuslang Hibernian         | bye      |                              |
| Celtic Glasgow               | 8:0      | FC Cowlairs                  |
| FC Clyde                     | 2:2      | Glasgow Rangers              |
| FC Clydesdale                | 1:5      | FC Uddingston                |
| FC Coupar Angus              | 1:3      | Erin Rovers                  |
| FC Cowdenbeath               | 2:4      | Dunfermline Athletic         |
| FC Dumbarton                 | bye      |                              |
| Dumbarton Athletic           | 4:2      | FC Vale of Leven             |
| FC Dunblane                  | bye      |                              |
| FC Dykebar                   | 1:6      | FC St. Mirren                |
| FC East Stirlingshire        | 11:2     | FC Vale of Bannock           |
| Fair City Athletic           | 7:1      | FC Crieff                    |
| FC Falkirk                   | 8:3      | FC Gairdoch                  |
| Forfar Athletic              | 6:5      | Dundee Wanderers             |
| Glasgow University           | bye      |                              |
| Greenock Morton              | 1:4      | FC Abercorn                  |
| Heart of Midlothian          | 4:0      | Erin Rovers                  |
| FC Irvine                    | bye      |                              |
| Kelvinside Athletic          | 0:8      | Third Lanark                 |
| FC Kilmarnock                | 1:3      | FC Kilbirnie                 |
| Kirkcaldy Wanderers          | bye      |                              |
| FC Lanemark                  | 2:0      | FC Stewarton Cunninghame     |
| FC Motherwell                | 5:1      | Hamilton Academical          |
| Newmilns 2nd ARV             | 4:4      | FC Maybole                   |
| FC Oban                      | 4:2      | FC Lochgilphead              |
| Our Boys Dundee              | 4:2      | Lochee United                |
| FC Pollokshaws Harp          | 2:5      | FC Thornliebank              |
| Queen of the South Wanderers | 14:2     | Newton Stewart Athletic      |
| FC Queen’s Park              | 6:0      | FC Thistle                   |
| FC Slanannan                 | 3:3      | FC King’s Park               |
| Vale of Leven Hibernians     | 1:3      | FC Methlan Park              |
| Vale of Leven Wanderers      | 2:10     | FC Renton                    |
| FC Vale of Nith              | 3:1      | FC Mid-Annandale             |
| FC West Calder               | 1:6      | FC Mossend Swifts            |
| FC Woodvale                  | w/o      | 1st Renfrew Rifle Volunteers |
| Hurlford United              | *5:4 *   | FC Annbank                   |
| FC Norton Park               | 1:3      | FC St. Bernard’s             |

### Wiederholungsspiele
|                 | Ergebnis |                  |
| --------------- | -------- | ---------------- |
| FC King’s Park  | 13:1     | FC Slanannan     |
| FC Maybole      | 6:2      | Newmilns 2nd ARV |
| Glasgow Rangers | 0:3      | FC Clyde         |
| Hurlford United | 2:2      | FC Annbank       |

### 2. Wiederholungsspiel
|            | Ergebnis |                 |
| ---------- | -------- | --------------- |
| FC Annbank | 2:3      | Hurlford United |

## 3. Runde
Ausgetragen wurden die Begegnungen am 13. Oktober 1888. Die Wiederholungsspiele fanden am 20. und 27. Oktober 1888 statt.
|                              | Ergebnis |                      |
| ---------------------------- | -------- | -------------------- |
| 1st Renfrew Rifle Volunteers | 3:4      | FC Kilbirnie         |
| FC Arthurlie                 | 0:7      | FC St. Mirren        |
| FC Battlefield               | 1:3      | Dumbarton Athletic   |
| FC Broxburn                  | 2:2      | Heart of Midlothian  |
| Celtic Glasgow               | 4:1      | Albion Rovers        |
| FC Clyde                     | 4:0      | Cambuslang Hibernian |
| FC Dunblane                  | 4:4      | Erin Rovers          |
| Dunfermline Athletic         | bye      |                      |
| FC East Stirlingshire        | 4:0      | FC King’s Park       |
| Fair City Athletic           | bye      |                      |
| FC Falkirk                   | 2:2      | FC Campsie           |
| Forfar Athletic              | 1:2      | FC Arbroath          |
| Kirkcaldy Wanderers          | 1:2      | FC St. Bernard’s     |
| FC Lanemark                  | 4:2      | FC Maybole           |
| FC Methlan Park              | bye      |                      |
| FC Mossend Swifts            | 5:2      | FC Armadale          |
| FC Motherwell                | 2:6      | FC Dumbarton         |
| FC Oban                      | bye      |                      |
| Our Boys Dundee              | 2:1      | FC Dundee Harp       |
| Queen of the South Wanderers | 11:1     | FC Vale of Nith      |
| FC Renton                    | 4:1      | FC Cambuslang        |
| Third Lanark                 | *2:1 *   | FC Queen’s Park      |
| FC Thornliebank              | 0:8      | FC Abercorn          |
| Hurlford United              | 4:2      | FC Irvine            |

### Wiederholungsspiele
|                     | Ergebnis |                 |
| ------------------- | -------- | --------------- |
| FC Campsie          | *2:2 *   | FC Falkirk      |
| Erin Rovers         | 0:6      | FC Dunblane     |
| Heart of Midlothian | 2:0      | FC Broxburn     |
| Third Lanark        | 4:2      | FC Queen’s Park |

## 4. Runde
Ausgetragen wurden die Begegnungen am 3. November 1888. Das Wiederholungsspiel fand am 10. November 1888 statt.
|                              | Ergebnis |                       |
| ---------------------------- | -------- | --------------------- |
| FC Abercorn                  | 11:1     | Our Boys Dundee       |
| FC Campsie                   | 3:1      | Heart of Midlothian   |
| FC Dumbarton                 | 9:0      | FC Methlan Park       |
| Dumbarton Athletic           | w/o      | Dunfermline Athletic  |
| FC Dunblane                  | 4:4      | FC East Stirlingshire |
| Fair City Athletic           | 1:3      | FC Arbroath           |
| FC Kilbirnie                 | 1:6      | FC St. Mirren         |
| FC Lanemark                  | 0:8      | FC Renton             |
| FC Oban                      | 0:6      | FC Clyde              |
| Queen of the South Wanderers | 10:2     | FC Falkirk            |
| FC St. Bernard’s             | 1:4      | Celtic Glasgow        |
| Third Lanark                 | 7:1      | Hurlford United       |
| FC Uddingston                | 1:4      | FC Mossend Swifts     |

### Wiederholungsspiel
|                       | Ergebnis |             |
| --------------------- | -------- | ----------- |
| FC East Stirlingshire | 4:0      | FC Dunblane |

## 5. Runde
Ausgetragen wurden die Begegnungen am 24. November 1888. Die Wiederholungsspiele fanden zwischen dem 1. und 22. Dezember 1888 statt.
|                       | Ergebnis |                              |
| --------------------- | -------- | ---------------------------- |
| FC Arbroath           | 3:3      | FC Renton                    |
| FC Campsie            | bye      |                              |
| FC Clyde              | *1:0 *   | Celtic Glasgow               |
| Dumbarton Athletic    | bye      |                              |
| FC East Stirlingshire | bye      |                              |
| FC St. Mirren         | 3:1      | Queen of the South Wanderers |
| Third Lanark          | *5:4 *   | FC Abercorn                  |
| FC Dumbarton          | 3:1      | FC Mossend Swifts            |

### Wiederholungsspiele
|                | Ergebnis |              |
| -------------- | -------- | ------------ |
| FC Renton      | 4:0      | FC Arbroath  |
| FC Abercorn    | 2:2      | Third Lanark |
| Celtic Glasgow | 9:2      | FC Clyde     |

### 2. Wiederholungsspiel
|             | Ergebnis |              |
| ----------- | -------- | ------------ |
| FC Abercorn | 2:2      | Third Lanark |

### 3. Wiederholungsspiel
|             | Ergebnis |              |
| ----------- | -------- | ------------ |
| FC Abercorn | 1:3      | Third Lanark |

## 6. Runde
Ausgetragen wurden die Begegnungen am 15. und 29. Dezember 1888. Die Wiederholungsspiele fanden am 22. und 29. Dezember 1888 statt.
|                    | Ergebnis |                       |
| ------------------ | -------- | --------------------- |
| Celtic Glasgow     | 2:1      | FC East Stirlingshire |
| FC Dumbarton       | 2:2      | FC St. Mirren         |
| Dumbarton Athletic | 1:2      | FC Renton             |
| Third Lanark       | 6:1      | FC Campsie            |

### Wiederholungsspiel
|               | Ergebnis |              |
| ------------- | -------- | ------------ |
| FC St. Mirren | 2:2      | FC Dumbarton |

### 2. Wiederholungsspiel
|              | Ergebnis |               |
| ------------ | -------- | ------------- |
| FC Dumbarton | 3:1      | FC St. Mirren |

## Halbfinale
Ausgetragen wurden die Begegnungen am 12. Januar 1889.
|              | Ergebnis |                |
| ------------ | -------- | -------------- |
| FC Dumbarton | 1:4      | Celtic Glasgow |
| Third Lanark | 2:0      | FC Renton      |

## Finale
| Third Lanark                              | Third Lanark | Celtic Glasgow | Celtic Glasgow |
| ----------------------------------------- | --- | --- | -------------- |
| Third Lanark                              | \| Finale \| \| 2. Februar 1889 in Glasgow (Hampden Park) \| \| Ergebnis: 3:0 (1:0) \| \| Zuschauer: 18.000 \| \| Schiedsrichter: Charles Campbell \| \| Spielbericht \|       | \| Finale \| \| 2. Februar 1889 in Glasgow (Hampden Park) \| \| Ergebnis: 3:0 (1:0) \| \| Zuschauer: 18.000 \| \| Schiedsrichter: Charles Campbell \| \| Spielbericht \|          | Celtic Glasgow |
| Third Lanark                              | Robert Downie, John Auld, John McFarlane, Jim Rae, Andrew Thomson, Alex Lochhead, John Marshall, John Oswald, Jimmy Hannah, William Johnstone, Jimmy Oswald Cheftrainer: n. b. | John Kelly, Patrick Gallagher, Thomas McKeown, Willie Maley, James Kelly, James McLaren, Neil McCallum, Michael Dunbar, Willie Groves, John Coleman, Tom Maley Cheftrainer: n. b. | Celtic Glasgow |
| Third Lanark                              | 1:0 John Marshall (20.) 2:0 John Oswald 3:0 Jimmy Hannah (90.) | | Celtic Glasgow |
| Finale                                    | | |                |
| 2. Februar 1889 in Glasgow (Hampden Park) | | |                |
| Ergebnis: 3:0 (1:0)                       | | |                |
| Zuschauer: 18.000                         | | |                |
| Schiedsrichter: Charles Campbell          | | |                |
| Spielbericht                              | | |                |

## Wiederholungsfinale
| Third Lanark                              | Third Lanark | Celtic Glasgow | Celtic Glasgow |
| ----------------------------------------- | --- | --- | -------------- |
| Third Lanark                              | \| Wiederholungsfinale \| \| 9. Februar 1889 in Glasgow (Hampden Park) \| \| Ergebnis: 2:1 (1:0) \| \| Zuschauer: 18.000 \| \| Schiedsrichter: Charles Campbell \| \| Spielbericht \| | \| Wiederholungsfinale \| \| 9. Februar 1889 in Glasgow (Hampden Park) \| \| Ergebnis: 2:1 (1:0) \| \| Zuschauer: 18.000 \| \| Schiedsrichter: Charles Campbell \| \| Spielbericht \| | Celtic Glasgow |
| Third Lanark                              | Robert Downie, John Auld, John McFarlane, Jim Rae, Andrew Thomson, Alex Lochhead, John Marshall, John Oswald, Jimmy Hannah, William Johnstone, Jimmy Oswald Cheftrainer: n. b.        | John Kelly, Patrick Gallagher, Thomas McKeown, Willie Maley, James Kelly, James McLaren, Neil McCallum, Michael Dunbar, Willie Groves, John Coleman, Tom Maley Cheftrainer: n. b.     | Celtic Glasgow |
| Third Lanark                              | 1:0 John Marshall (23.) 2:1 John Oswald | 1:1 Neil McCallum (67.) | Celtic Glasgow |
| Wiederholungsfinale                       | | |                |
| 9. Februar 1889 in Glasgow (Hampden Park) | | |                |
| Ergebnis: 2:1 (1:0)                       | | |                |
| Zuschauer: 18.000                         | | |                |
| Schiedsrichter: Charles Campbell          | | |                |
| Spielbericht                              | | |                |